# Симашов Григорій Миколайович
Симашов Григорій Миколайович (нар. 10 січня 1929, с. Бурукшун, Північно-Кавказький край 6 березня 1994) — лауреат Державної премії СРСР.

## Біографія
Народився 10 січня 1929 року в селі Бурукшун Північно-Кавказького краю (нині — Іпатовський район, Ставропольський край, Росія) в селянській родині.
На початку 30-х років з батьками переїхав у Хутір глибокий калмицького району. Закінчив початкову школу в хуторі глибокий. У роки Великої Вітчизняної війни жив на хуторі глибокий. Працював підпаском у чабанській бригаді батька.
У 1946 році вступив до ремісничого училища в місті Батайськ. У 1949 році отримав спеціальність Тесляр-бетонщик і вступив на роботу в «Мостопоїзд № 405». З 1949 по 1959 роки працював на будівництві залізничних мостів бетонщиком, клепальником у Волгоградській області, на Уралі, Пермському краї.
У 1959 році повернувся в хутір глибокий і до 1965 року працював теслею в радгоспі «Червоний чабан» Зимовниківського району. У 1965 році був призначений старшим чабаном радгоспу «Червоний чабан».
14 лютого 1975 року Григорій Сімашов був нагороджений орденом Трудової Слави III ступеня.
23 грудня 1976 року Сімашов був нагороджений орденом Трудової Слави II ступеня.
У 1976 році Постановою ЦК КПРС, Радміну СРСР від 04.11.1976 N 906 «Про присудження Державних премій СРСР 1976 року За видатні досягнення в праці передовикам соціалістичного змагання» за значне збільшення виробництва високоякісної продукції тваринництва та впровадження прогресивної технології її переробки Сімашову Г. М. присвоєно звання лауреата Державної премії СРСР.
З 1983 по 1994 рік жив у місті Ростов-на-Дону.
Помер 6 березня 1994 року.
Похований у м. Ростов-на-Дону.

## Нагороди та звання
- Орден Леніна
- Орден Трудової Слави III ступеня (1975)
- Орден Трудової Слави II ступеня (1976)
- Лауреат Державної премії СРСР (1976)